# Buethwiller
Buethwiller é uma comuna francesa na região administrativa de Grande Leste, no departamento Alto Reno. Estende-se por uma área de 3,83 km². Em 2010 a comuna tinha 285 habitantes (densidade: 74,4 hab./km²).